# PFK Metallurg Bekabad
O PFK Metallurg Bekabad é um clube de futebol uzbeque com sede em Bekabad. A equipe compete no Campeonato Uzbeque de Futebol.

## História
O clube foi fundado em 1945.